# Manès Sperber

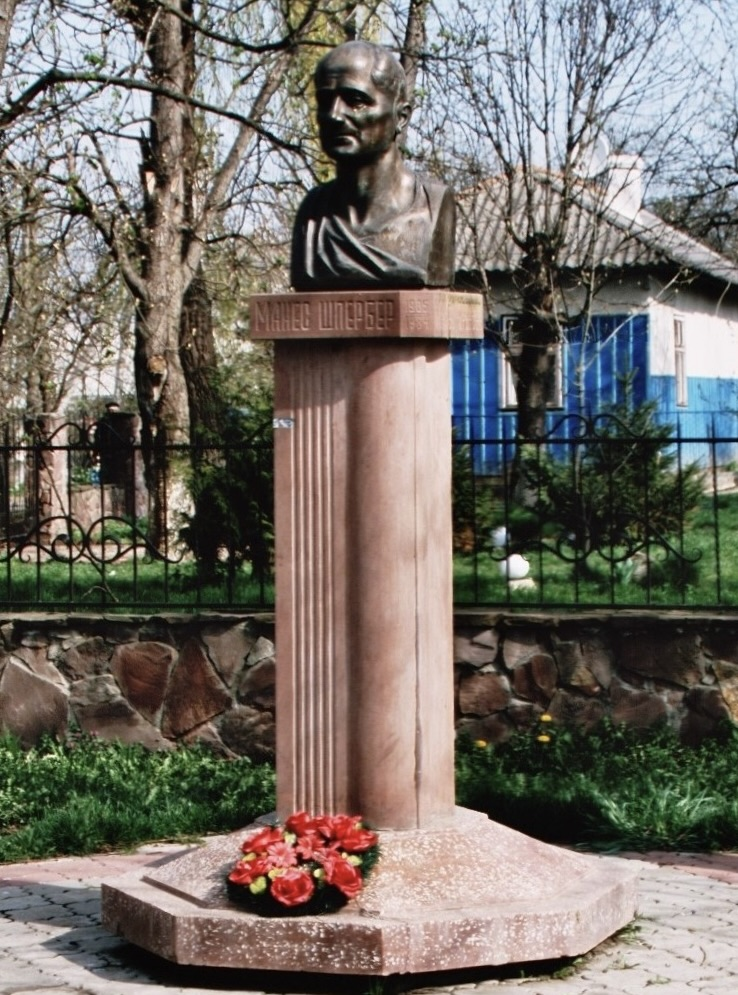
Denkmal für Manès Sperber in seiner Geburtsstadt Sabolotiw

Manès Sperber (* 12. Dezember 1905 in Zabłotów, Galizien, Österreich-Ungarn; † 5. Februar 1984 in Paris) war ein österreichisch-französischer Schriftsteller, Sozialpsychologe und Philosoph. Er schrieb in deutscher und französischer Sprache und benutzte auch die Pseudonyme Taras Achim, N. A. Menlos, C. L. Chauverau, C. L. Chauvraux, C. L. Chauvreau, Jean Clémant, Paul Halland, A. J. Haller, Paul Haller und Jan Heger.

## Leben
Manès Sperber stammte aus einer für ostgalizische Schtetl relativ wohlhabenden jüdischen Familie und wuchs in der Tradition des Chassidismus auf. Sein Vater war ein Patriot, der den österreichischen Kaiser verehrte und es zu schätzen wusste, dass die Juden im österreichischen Galizien geschützt waren – anders als im Russischen Kaiserreich, wo es immer wieder zu staatlich geduldeten Pogromen kam. Im Sommer 1916 flüchtete die Familie vor den Kriegswirren nach Wien, wo die Sperbers einen wirtschaftlichen Niedergang erlebten und Manès sich der zionistischen Jugendbewegung HaSchomer HaTzair anschloss. Später begegnete er Alfred Adler, dem Begründer der Individualpsychologie, und wurde dessen Schüler und Mitarbeiter. Er brach mit ihm 1932 wegen Meinungsverschiedenheiten über die Verbindung von Individualpsychologie und Marxismus.
1927 zog Sperber auf Anregung Adlers nach Berlin und trat der KPD bei. In der Berliner Gesellschaft für Individualpsychologie, der nach der Wiener größten Ortsgruppe von Adlers Internationalen Vereinigung für Individualpsychologie, hielt er Vorträge und Ausbildungslehrgänge. Daneben war er, wie er sich in seiner Autobiographie Die vergebliche Warnung (München 1983) erinnerte, tätig als

„psychologischer Experte für die Berliner Zentrale für Wohlfahrtspflege […], ich lehrte an mehreren Fachschulen, die Fürsorger und Sozialpädagogen ausbildeten, und überdies am Sozialpolitischen Seminar der Preußischen Hochschule für Politik […] Im Auftrag der Stadt Berlin gab ich in einigen Fürsorge-Erziehungsheimen […] Kurse und Beratungsstunden für die Heimerzieher.“

Seine Intentionen zielten dabei in zweierlei Richtung, nämlich:

„die Kenntnis der Individualpsychologie innerhalb der Arbeiterbewegung zu verbreiten, auf sozialistische Jugendführer und Sozialfürsorger und Leiter pädagogischer, staatlicher und städtischer Institutionen Einfluss zu gewinnen; […] innerhalb der individualpsychologischen Bewegung die Kenntnis sozialer Sachverhalte zu fördern und damit die richtige Einschätzung ihrer Bedeutung für das bessere Verständnis individueller und sozialer Phänomene.“

Die Berliner Gesellschaft für Individualpsychologie spaltete sich 1929 in einen marxistischen (Sperber) und einen klerikal-konservativen (Fritz Künkel) Flügel. Die Auseinandersetzungen über eine angemessene Positionierung gegenüber dem aufsteigenden Nationalsozialismus führte zu einer Spaltung auch der „Internationalen Vereinigung für Individualpsychologie“, die 1930 nur für kurze Zeit von dem angesehenen Charité-Dozenten Arthur Kronfeld überbrückt werden konnte, der in diesem Jahr auch den wohl größten – und letzten – internationalen Kongress in Berlin organisierte.
Nach der Machtergreifung der Nationalsozialisten im Deutschen Reich tauchte Sperber zunächst in Berlin unter. In den frühen Morgenstunden des 15. März 1933 wurde er mit anderen in der Berliner Künstlerkolonie von Polizei und SA verhaftet und in so genannte „Schutzhaft“ genommen. Nachdem er einen Monat in verschiedenen Gefängnissen verbracht hatte, wurde er als österreichischer Staatsbürger am 20. April 1933, dem Geburtstag Hitlers, freigelassen mit der Aufforderung, das Deutsche Reich umgehend zu verlassen. Am 24. April fuhr Sperber von Berlin nach Wien. Bis Mai 1934 weilte er in Jugoslawien und zog sich dort vorübergehend, so in seinen Erinnerungen Bis man mir Scherben auf die Augen legt, ins Privatleben zurück. Im Januar 1934 wurde dort sein Sohn Vladimir Friedrich Uri Sperber geboren. Er übersiedelte schließlich ohne Ehefrau Mirjam Sperber und Sohn nach Paris, als ihn die KPD mit einem Propagandaauftrag im 'Institut zum Studium des Faschismus' (INFA) betraute:

„Im späten Frühling erreichte mich ein Ruf der Partei. Ich sollte nach Paris kommen, hieß es, man brauchte mich für eine wichtige ideologische Arbeit im internationalen Maßstab.“

In Paris arbeitete er eng mit Willi Münzenberg zusammen, der im Sinne der kommunistischen Volksfrontpolitik einen international einflussreichen Propaganda-Apparat steuerte.
Während des Höhepunktes der stalinistischen Säuberungen wandte Sperber sich von der Partei ab und trat 1937 formal aus. Er begann nun seine literarische Auseinandersetzung mit dem Totalitarismus und der Rolle des Individuums in der Gesellschaft (Zur Analyse der Tyrannis, worin er Hitlers Selbstmord voraussah).
Im Winter 1939 meldete sich Sperber als Kriegsfreiwilliger bei der französischen Fremdenlegion, wurde aber demobilisiert, ohne in Kampfhandlungen verwickelt worden zu sein, und zog sich mit seiner neuen Gefährtin Zenija (Jenka) Zivcon (1913 bis 2000) nach Südfrankreich zurück. Im Juni 1942 wurde hier sein zweiter Sohn Dan Sperber geboren. Als auch dort die Gefahr der Deportation akut wurde, flüchtete er im Herbst 1942 in die Schweiz. Nach Kriegsende 1945 kehrte Sperber nach Paris zurück, wo er und Jenka heiraten konnten. Er wurde Verlagslektor im Verlag Calmann-Lévy, war tätig als Kulturphilosoph, Schriftsteller und als von Raymond Aron und André Malraux entsandter Kulturbeauftragter in Deutschland (Reéducation), wo er u. a. in Mainz (FBZ) die Zeitschrift Die Umschau herausgab. 1950 war er mit seinem Freund Arthur Koestler einer der Initiatoren des in Berlin gegründeten antikommunistischen Kongresses für kulturelle Freiheit, dessen Finanzierung durch die CIA in der zweiten Hälfte der 1960er Jahre offenbar wurde. 1978 nahm Sperber die Ehrenmitgliedschaft der in diesem Jahr gegründeten internationalen Gesellschaft für Gestalttheorie und ihre Anwendungen an, eine Ehrung, mit der die enge Verwandtschaft der von ihm vertretenen Individualpsychologie und der Gestalttheorie gewürdigt wurde.

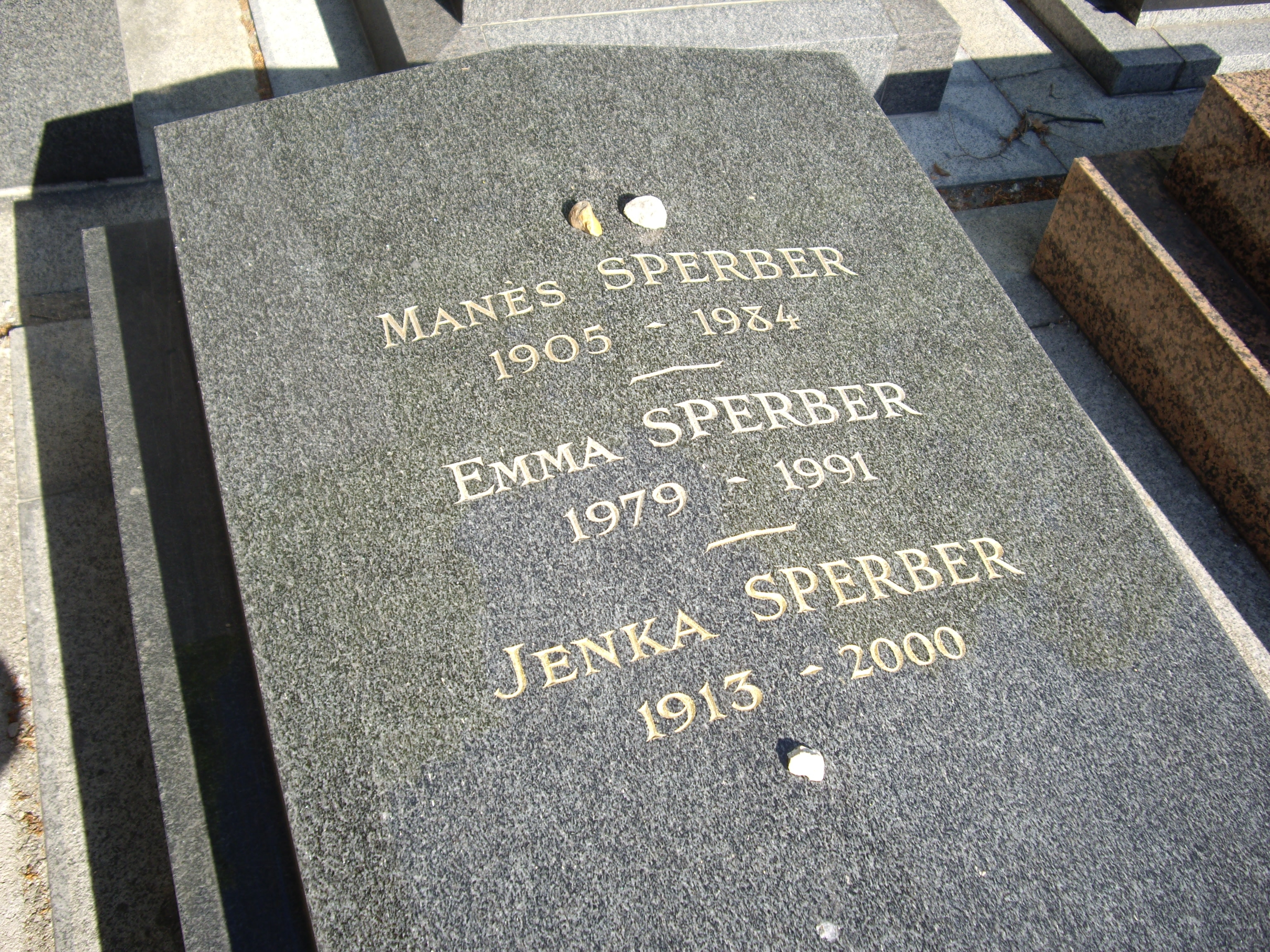
Grab auf dem Montparnasse

Sperbers wohl bekanntestes Werk ist seine Romantrilogie Wie eine Träne im Ozean, die stark autobiografische Züge trägt. Sie wurde 1970 für den WDR verfilmt. Ebenso wurde 1972 der vom französischen Regisseur Henri Glaeser produzierte Kinofilm Une larme dans l’océan, der ein Kapitel der Trilogie behandelt, in Jerusalem uraufgeführt. Die Handlung der Trilogie spielt in der Zeit zwischen 1931 und 1945 und berichtet von den ideologischen Verblendungen der Kommunisten und der KP. Sie versucht, Menschlichkeit und Wahrheit an die Stelle von Gewalt, Unmündigkeit und Diktatur zu setzen.
Im Jahr 1983 erhielt Sperber den Friedenspreis des Deutschen Buchhandels. Laut der Jury sei Sperber ein „Schriftsteller, der den Weg durch die ideologischen Verirrungen des Jahrhunderts mitgegangen ist und sich von ihnen befreite. Er hat sein Leben lang die Unabhängigkeit seinen eigenen Urteils bewahrt und, unfähig zur Gleichgültigkeit, den Mut aufgebracht, jene nicht existente Brücke zu betreten, die sich nur vor dem ausbreitet, der seinen Fuß über den Abgrund setzt.“
Die Laudatio wurde von Siegfried Lenz gehalten.
Manès Sperber wurde auf dem Cimetière Montparnasse in Paris beigesetzt.

## Werke
- Charlatan und seine Zeit. (1924, Neuaufl. Graz, Steirische, 2004)
- Alfred Adler – Der Mensch und seine Lehre – Ein Essay. Wien (1926)
- Zur Analyse der Tyrannis. (1939, wieder zus. mit anderem Essay 1975)
- Wie eine Träne im Ozean (1961), als dtv-Taschenbuch: München 1980, ISBN 3-423-01579-9.
  - Der verbrannte Dornbusch. (1949)
  - Tiefer als der Abgrund. (1950)
  - Die verlorne Bucht. (1955)
- Die Achillesferse. (1960)
- Zur täglichen Weltgeschichte. (1967)
- Alfred Adler oder Das Elend der Psychologie. Wien (1970)
- Leben in dieser Zeit, sieben Fragen zur Gewalt. Europaverlag, Wien 1972, ISBN 3-203-50420-0.
- Wir und Dostojewski: eine Debatte mit Heinrich Böll u. a. geführt von Manès Sperber. (1972)
- Zur Analyse der Tyrannis. Das Unglück, begabt zu sein. Zwei sozialpsychologische Essays. Wien (1975)
- All das Vergangene.
  - Die Wasserträger Gottes. (1974)
  - Die vergebliche Warnung. (1975)
  - Bis man mir Scherben auf die Augen legt. (1977)
- Individuum und Gemeinschaft. (1978) Ullstein Taschenbuch 39023 ISBN 3-548-39023-4.
- Sieben Fragen zur Gewalt. (1978)
- Churban oder Die unfaßbare Gewißheit. (1979)
- Der freie Mensch. (1980)
- Nur eine Brücke zwischen Gestern und Morgen. (1980)
- Essays zur täglichen Weltgeschichte. Europa-Verlag, Wien–München–Zürich 1981, ISBN 3-203-50783-8.
- Die Wirklichkeit in der Literatur des 20. Jahrhunderts. Nymphenburger, München 1983, ISBN 3-485-03083-X.
- Ein politisches Leben – Gespräche mit Leonhard Reinisch, Deutsche Verlags-Anstalt, Stuttgart 1984, ISBN 978-3-4210-6194-2.
- Geteilte Einsamkeit – Der Autor und seine Leser, Europa-Verlag, Wien-München-Zürich 1985, ISBN 978-3-2035-0915-0.
- Der schwarze Zaun. Romanfragment. Europa-Verlag, Wien–München–Zürich 1986, ISBN 3-203-50963-6.
- Ausgewählte Werke. Hg. von Rudolf Isler Sonderzahl Verlag, Wien 2024

## Auszeichnungen
- 1967: Remembrance Award der World Federation of Bergen-Belsen Associations
- 1971: Literaturpreis der Bayerischen Akademie der Schönen Künste
- 1971: Österreichisches Ehrenkreuz für Wissenschaft und Kunst, I. Klasse
- 1973: Hansischer Goethe-Preis
- 1973: Ehrendoktorwürde der Sorbonne Paris
- 1974: Literaturpreis der Stadt Wien
- 1975: Georg-Büchner-Preis
- 1977: Franz-Nabl-Preis
- 1977: Großer Österreichischer Staatspreis für Literatur
- 1979: Prix européen de l’essai Charles Veillon
- 1979: Buber-Rosenzweig-Medaille
- 1983: Friedenspreis des Deutschen Buchhandels[5]
- 1983: Ehrenring der Stadt Wien

## Ehrungen
- Seit 1985 wird der Manès-Sperber-Preis für hervorragende literarische Leistungen verliehen.
- Seit 2009 wird der Manès-Sperber-Würdigungspreis für Leben und Werk durch die Manès-Sperber-Gesellschaft verliehen.